# Farbio

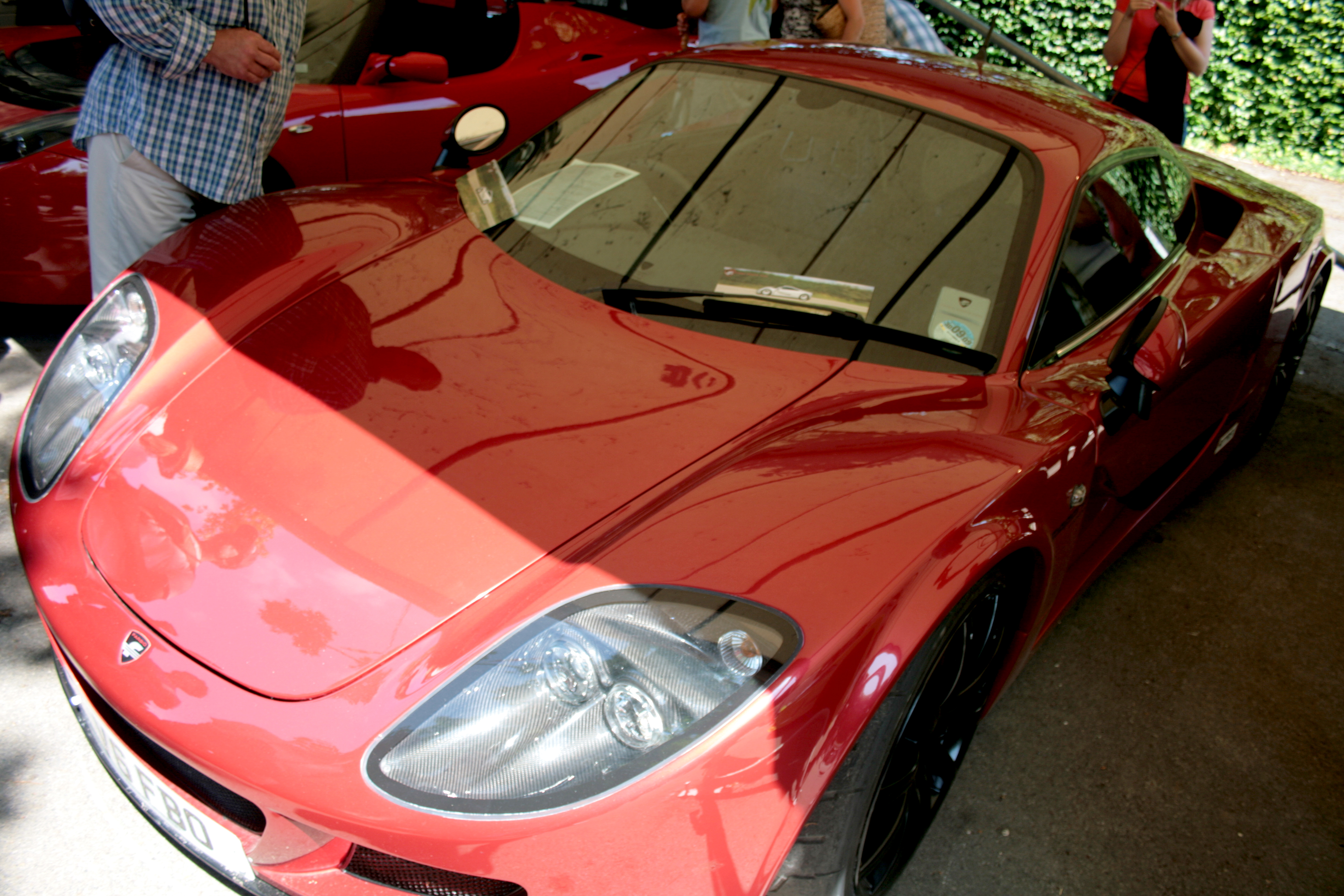
De Farbio GTS350

Farboud, sinds september 2007 Farbio is een Brits automerk, opgericht in 2004 door Arash Farboud.
De Brit besloot zijn bedrijf te verkopen om een sportwagenmerk op te richten, nadat hij geen Ferrari Enzo kon kopen. Farbouds eerste auto was de GT, een auto die ietwat leek op een Porsche GT1. De auto had een V6 met dubbele turbo. Porsche vond dat het design te veel leek op haar GT1 en de auto werd haastig gerestyled. Het hieruit voorkomende prototype, de GTS was een vrij compacte auto, met een 580pk sterke motor. Toch had het avontuur al veel geld gekost. Er moest een financier instappen om het merk uit de brand te helpen. Men veranderde de motor en een aantal dure onderdelen, waarmee men hoopt de auto eind augustus 2006 te kunnen afleveren aan klanten.
Arash Farboud zelf was hier niet blij mij en richtte zijn eigen merk op, Arash.
AC ·
Arash ·
Ariel ·
Ascari ·
Aston Martin ·
Bentley ·
Bristol ·
Caparo · 
Caterham ·
Deauville ·
Farbio ·
Jaguar ·
Land Rover ·
Lotus ·
Mini · 
McLaren ·
Morgan · 
Noble ·
Rolls-Royce ·
Vauxhall ·
Westfield